# Takijja
Takijja (arab. ‏تقية‎ taqīya „obawa, ostrożność, roztropność”) – obowiązujące w islamie ukrywanie i przyzwolenie na ukrywanie prawdziwych przekonań religijnych w wypadku prześladowań religijnych (lub osobistego niebezpieczeństwa). Pochodzi ono z Koranu (3:28 [chyba że obawiacie się z ich strony jakiegoś niebezpieczeństwa] i 16:106), hadisów, tafsiru i orzeczeń sądów koranicznych. Takijja jest niemal tak stara jak islam i po raz pierwszy została użyta w 612 roku przez Ammara ibn Jasira. Początkowo stosowana była głównie przez szyitów, prześladowanych w tym czasie przez urzędowy sunnizm i kalifów. Obecnie jest aprobowana również przez część sunnitów (wiele autorytetów religijnych i zwykłych wyznawców sunnickich uważa ją jednak za tchórzostwo). W historii często stosowana była przez imamitów i różne wyznania pochodzenia ismailickiego. Obecnie często stosowana przez Ahl-e hakk i jezydów.
Koran 3:28
Niech wierzący nie biorą sobie za przyjaciół niewiernych, z pominięciem wiernych! A kto tak uczyni, ten nie ma nic wspólnego z Bogiem, chyba że obawiacie się z ich strony jakiegoś niebezpieczeństwa.
Koran 9:1
Bóg i Jego Posłaniec są wolni od zobowiązań względem tych spośród bałwochwalców, z którymi zawarliście przymierze!
Koran 16:106
Ten, kto nie wierzy w Boga, choć przedtem w Niego wierzył – z wyjątkiem tego, kto został zmuszony, lecz serce jego jest spokojne w wierze – ten, kto otworzył swą pierś na niewiarę – nad nimi wszystkimi będzie gniew Boga i spotka ich kara ogromna!
Hadis Sahih Bukhari
To usłyszał apostoł Allaha mówiąc: Ten, który czyni pokój pomiędzy ludźmi poprzez wymyślanie dobrych informacji lub mówienie dobrych rzeczy, nie jest kłamcą.
Hadis Sahih Bukhari
Ilekroć mówię ci opowiadanie od apostoła Allaha, przez Allaha, wolałbym raczej spaść z nieba niż przypisać mu fałszywą wypowiedź, ale jeżeli coś powiem pomiędzy mną a tobą (nie Hadis), wtedy to rzeczywiście był podstęp (tzn. mogę powiedzieć rzeczy po prostu by oszukać wroga)
Hadis Sahih Bukhari
Prorok powiedział: Kto jest gotowy, by zabić Ka'b bin Ashraf (tzn. Żydów). Muhammad bin Maslama odpowiedział: Czy chcesz bym go zabił? Prorok odpowiedział twierdząco. Muhammad bin Maslama powiedział: Zatem pozwól mi powiedzieć co będę chciał. Prorok odpowiedział: Chcę (tzn. pozwalam ci).
Hadis Sahih Bukhari
(Zaprawdę) uśmiechamy się do niektórych ludzi, podczas kiedy nasze serca przeklinają (tych samych ludzi).
Al-Sirah al-Halabiyyah (Życie Proroka)
Po podbiciu miasta Khaybar przez muzułmanów, przed oblicze Proroka zbliżył się Hajaj ibn Aalat i powiedział: „O Proroku Allaha! Mam w Mekce dużo bogactwa i krewnych, i chciałbym ich odzyskać; czy będzie mi wybaczone jeżeli źle się wypowiem o tobie (aby uniknąć prześladowań)?” Prorok wybaczył mu i powiedział: „Powiedz cokolwiek będziesz musiał powiedzieć”.
Jalala al-Din al-Suyuti
Abd Ibn Hameed z upoważnienia al-Hassana, powiedział: „al-Taqiyya jest dopuszczalna do Dnia Sądu [Ostatecznego]”.